# دانيال كانمان
دانيال كانمان (بالإنجليزية: Daniel Kahneman)‏ (5 مارس 1934 - 27 مارس 2024) عالم نفس أمريكي إسرائيلي ولد في تل أبيب (فلسطين) عام 1934 وكان والده رئيس الأبحاث الكيميائية في مصنع كبير. حصل علي أول درجة من الجامعة العبرية في القدس. في عام 2011، أضيف من قبل مجلة السياسة الخارجية على قائمة المفكرين العالميين.
وفي العام نفسه، نشر كتابه المسمى التفكير السريع والبطيء الذي يلخص الكثير من أبحاثه وأصبح من أكثر الكتب مبيعاً.

## السيرة الذاتية
وُلد دانيال كانمان في تل أبيب، فلسطين المنتدبة عام 1934، وذلك بينما كانت والدته ريتشل تزور بعض الأقارب. هاجر والداه من ليتوانيا إلى فرنسا في عشرينيات القرن العشرين، واستقروا في باريس حيث قضى دانيال معظم سنوات طفولته. ومكثت عائلته في باريس في أثناء الاحتلال الألماني النازي عام 1940. ثم قُبض على والده إفرايم في أثناء الحملة الأولى من حملات جمع اليهود الفرنسيين، لكن تم الإفراج عنه بعد ستة أسابيع بفضل تدخل رب مكان عمله يوجين شويلر. ومنذ ذلك الحين، شرعت عائلته في الفرار من النازيين وظلت تحت المطاردة طيلة فترة الحرب، وفي النهاية تمكن جميعهم من النجاة من الحرب باستثناء إفرايم الذي مات بسبب مرض السكري عام 1944.:52 ثم هاجرت عائلة كانمان إلى فلسطين المنتدبة تحت الحكم البريطاني عام 1948، وذلك قبل أيام معدودة من إعلان قيام دولة إسرائيل.
وكتب كانمان عن التجربة التي خاضها أثناء مكوثه في فرنسا النازية، والتي شجعته جزئيًا على الانخراط في مجال علم النفس:
ودرس كانمان علم النفس كتخصص أولي، والرياضيات كتخصص ثانوي، ومن ثم حصل على درجة البكالريوس عام 1954 من الجامعة العبرية في القدس. ثم اشتغل بعد تخرجه في قسم علم النفس الخاص بجيش الدفاع الإسرائيلي	. ومن بين مهامه كانت تقييم المتقدمين إلى مدارس التدريب العسكري من ناحية نفسية، وتطوير اختبارات خاصة ومعايير قياسية لهذا الغرض بالتحديد. وفي عام 1958، سافر كانمان إلى الولايات المتحدة كي يدرس علم النفس في جامعة كاليفورنيا بيركلي تحضيرًا لرسالة الدكتوراه. وكانت أطروحته التي أشرفت عليها سوزن إريفن عام 1961 تفحص العلاقات بين الصفات في اختبارات تباين الدلالات اللفظية. ولاحقًا علق كانمان على أطروحته قائلًا: «على ما أتذكر، كانت تلك الأطروحة فرصة عظيمة للانغماس في أقرب هوايتين إلى قلبي: تحليل الهياكل الارتباطية المعقدة، وكتابة الأكواد البرمجية بلغة FORTRAN».

## حياته المهنية

### علم النفس الإدراكي
باشر كانمان مهنته الأكاديمية بتدريس علم النفس في الجامعة العبرية في القدس عام 1961 بصفته محاضر مساعد. ثم ترقى برتبته إلى محاضر أول في عام 1966. وتمحورت أعماله الأولى حول الإدراك والانتباه البصري. فقد نشر أول أعماله بعنوان «قطر البؤبؤ وعلاقته بأحمال الذاكرة» في دورية Science المرموقة. وفي أثناء تلك الأوقات كان كانمان أستاذًا زائرًا في جامعة ميشيجن (1965-66) وفي وحدة أبحاث علم النفس التطبيقي في كامبريدج (في صيف عام 1968 و1969). وكان زميلًا لمركز الدراسات الإدراكية، ومحاضرًا يدرّس علم النفس الإدراكي في جامعة هارفارد (1966-1967).

### الأحكام البشرية واتخاذ القرارات
وتبشر هذه الفترة ببداية شراكة طويلة الأمد بين كانمان وعاموس تفيرسكي. فمعًا تمكن هذا الثنائي من نشر سلسلة من المقالات البارزة في مجال إتخاذ الأحكام والقرارات، والتي بلغت ذروتها في عام 1979 عندما قدما أطروحتهما عن «نظرية الاحتمالات». وفي نهاية المطاف فاز كانمان بجائزة نوبل في العلوم الاقتصادية عام 2002 بفضل أعماله في نظرية الاحتمالات. وتبع هذا الحدث تعاون الثنائي كانمان وتفيرسكي مع بول سلوفيك في تحرير كتاب بعنوان «الحكم تحت ظروف الشك: الحدس المهني والتحيزات»، وهو عبارة عن تجميعة لأعمال الثنائي، وعن التطورات الحديثة التي أثرت على تفكيرهما.
وذكر كانمان أن بداية شراكته مع تفيرسكي وقعت عندما عرض كانمان على تفيرسكي أن يكون ضيفًا في إحدى ندواته في الجامعة العبرية وأن يلقي بنفسه محاضرة خاصة به في عام 1968 أو 1969. وقد نُشرت أول ورقة مشتركة بينهما عام 1971 بعنوان «الاعتقاد بقانون الأعداد الصغيرة». وتبعت تلك الورقة 7 مقالات أخرى في دوريات علمية مختلفة في الفترة من 1971 إلى 1979.

### علم الاقتصاد السلوكي
كان كلًا من كانمان وتفيرسكي زميلًا لمركز الدراسات المتقدمة في العلوم السلوكية في جامعة ستانفورد في السنة الأكاديمية 1977-1978. وكان ريتشارد ثالر أستاذًا زائرًا في جامعة ستانفورد في نفس السنة. وعلى حسب كلام كانمان، فقد صار هو وثالر صديقين في فترة وجيزة، ومنذ ذلك الحين كان لكل واحد منهما تأثيرًا على تفكير الآخر. فقد بنى ثالر أعماله على نظرية الاحتمالات الخاصة بكانمان وتفيرسكي، ومن بين تلك الأعمال كانت ورقة بعنوان «نحو نظرية إيجابية عن سلوكيات المستهلك» نُشرت عام 1980، والتي وصفها كانمان بكونها حجر الأساس في علم الاقتصاد السلوكي.
ومنذ ذلك الحين انغمس كانمان وتفيرسكي بشدة في تطوير هذا الأسلوب الجديد في علم الاقتصاد النظري. واستكمل هذان العالمان أعمالهما المشتركة حتى وفاة تفيرسكي، إلا أن كانمان كان منفتحًا أمام التعاون مع علماء أخرين في نفس الفترة، ومن بينهم آن ترايسمان (وهي زوجته منذ عام 1978) والتي تعاون معها في نشر ورقتين عام 1983

## مؤلفات
- التفكير، بسرعة وببطء (2011).
- تأجيل الإشباع، وضرورة تحقيقها، والقبول في ثقافة أخرى. (1968).
- قرار التحليل محاضرات تمهيديه في ظل انعدام الخيارات. لحالة التجريبية لنظامين من المنطق. (1999).
- دراسات الفروق الفردية في التفكير. (1980).
- نحو نظرية اختيار المستهلكين. تحت حكم اليقين : الاستدلال والتحيز.

## روابط خارجية
- دانيال كانمان على موقع IMDb (الإنجليزية)
- دانيال كانمان على موقع الموسوعة البريطانية (الإنجليزية)
- دانيال كانمان على موقع مونزينجر (الألمانية)
- دانيال كانمان على موقع إن إن دي بي (الإنجليزية)